# Saxifraga georgei
Saxifraga georgei är en stenbräckeväxtart som beskrevs av John Anthony. Saxifraga georgei ingår i Bräckesläktet som ingår i familjen stenbräckeväxter. Inga underarter finns listade i Catalogue of Life.